# Presidente del Congreso Nacional de Honduras
El presidente del Congreso Nacional de la República de Honduras es el funcionario de más alta jerarquía dentro del  poder legislativo y, como tal, ejerce la dirección, ejecución y representación de dicho organismo. 
El presidente del Congreso Nacional de la República de Honduras, es a su vez presidente de la Junta Directiva de la Comisión de Régimen Interior y de la Comisión Permanente, es el titular del órgano unicameral legislativo.

## Historia
Mediante la declaración de independencia de 1821, las provincias de Centroamérica se independizaron de España, después de una anexión al Imperio Mexicano de Agustín de Iturbide, es así como se establece el Estado de Honduras, a partir de la primera Asamblea Nacional reunida en la localidad de Cedros (Honduras) en donde se emitió la primera Carta Magna y se elige como primer jefe de Estado Supremo a Dionisio de Herrera. Es de hacer relevancia en que la primera Asamblea Nacional de Honduras, fue presidida por Pedro Nolasco Arriaga.

## Presidente electo o nominado del Congreso Nacional de Honduras
Los presidentes electos o nominados del congreso será como un diputado como congreso electo dobleteando el congreso actual

## El presidente del congreso
En fecha veintitrés de enero se reunirán los diputados en su última sesión preparatoria para elegir la directiva en propiedad. 
El presidente del Congreso Nacional ejercerá sus funciones por un período de (4) cuatro años y será el presidente de la Comisión Permanente. El resto de la directiva durará (2) dos años en sus funciones.
Es el presidente del congreso, quien toma juramento al presidente de Honduras —titular del Poder Ejecutivo de Honduras— al momento de tomar posesión de su cargo como tal.

## Diputados
Para ser elegido Diputado se requiere:
- 1. Ser hondureño por nacimiento;
- 2. Haber cumplido (21) veintiún años de edad;
- 3. Estar en el ejercicio de los derechos ciudadanos;
- 4. Ser del estado seglar; y,
- 5. Haber nacido en el departamento por el cual se postula o haber residido en él por lo menos los últimos (5) cinco años anteriores a la fecha de convocatoria a elecciones.

No pueden ser elegidos Diputados:
- 1. El Presidente y Vicepresidente de la República;[6]
- 2. Los Magistrados de la Corte Suprema de Justicia;
- 3. Los secretarios y subsecretarios de Estado;
- 4. Los jefes militares con jurisdicción nacional;
- 5. Los titulares de los órganos superiores de dirección, gobierno y administración de las instituciones descentralizadas del Estado;
- 6. Los militares en servicio activo y los miembros de los cuerpos de seguridad o de cualquier otro cuerpo armado;
- 7. Los demás funcionarios y empleados públicos del poder ejecutivo y del Poder Judicial que determine la ley, excepto aquellos que desempeñen cargos docentes y de asistencia de salud;
- 8. Los Magistrados del Tribunal Supremo Electoral de Honduras y el director y los subdirectores del Registro Nacional de las Personas;[7]
- 9. El procurador y subprocurador general de la República, miembros del Tribunal Superior de Cuentas, fiscal general de la República y fiscal general adjunto, procurador del Medio Ambiente, el superintendente de concesiones y el Comisionado Nacional de los Derechos Humanos;[8]
- 10. El cónyuge y los parientes dentro del cuarto grado de consanguinidad y segundo de afinidad de los citados en los numerales 1,2,4,8, y 9 precedentes, y del Secretario y Subsecretario de Estado en los Despachos de Defensa y Seguridad Pública;
- 11. El cónyuge y los parientes de los jefes de las zonas militares, comandantes de unidades militares, delegados militares, departamentales o seccionales, delegados de los cuerpos de seguridad o de otro cuerpo armado, dentro del cuarto grado de consanguinidad y segundo de afinidad, cuando fueren candidatos por el Departamento donde aquellos ejerzan jurisdicción;[9]
- 12. Los concesionarios del Estado para la explotación de riquezas naturales o contratistas de servicios u obras públicas que se costeen con fondos del Estado y quienes, por tales conceptos, tengan cuentas pendientes con éste; y,
- 13. Los deudores morosos de la Hacienda Pública.

Estas incompatibilidades e inhabilidades afectaran a quienes desempeñen los cargos indicados dentro de los (6) seis meses anteriores a la fecha de elección. 
- Artículo 200.[10]

### Presidentes de la Asamblea Nacional Legislativa y Constituyente
De acuerdo a la Legislatura los períodos constitucionales en Honduras, son los siguientes y en ellos se ha consensuado y emitido una Carta Magna. 
- 1824 Pedro Nolasco Arriaga, en cuya presidencia se emitió la Constitución del Estado de Honduras de 1825
- 1825 Ángel Francisco Valle.
- 1827 Juan Lindo.
- 1827-1828 José Santiago Bueso Soto.
- 1839 Juan Lindo, en cuya presidencia se emitió la Constitución del Estado de Honduras de 1839
- 1847-1848 José Francisco Zelaya y Ayes, en cuya presidencia se emitió la Constitución del Estado de Honduras de 1948
- 1862. Rodolfo C. Díaz.
- 1865 Florencio Estrada, en cuya presidencia se emitió la Constitución de Honduras de 1865
- 1866 Juan Francisco López Aguirre
- 1873 Ramón Midence, en cuya presidencia se emitió la Constitución de Honduras de 1873.
- 1880 Manuel Gamero, en cuya presidencia se emitió la Constitución de Honduras de 1880
- 1894 Carlos Alberto Uclés, en cuya presidencia se emitió la Constitución de Honduras de 1894
- 1921 Policarpo Bonilla, en cuya presidencia se emitió la Constitución de la República Federal de Centroamérica de 1921
- 1924 Ramón Alcerro Castro, en cuya presidencia se emitió la Constitución de Honduras de 1924
- La Constitución de Honduras de 1936 se emitió en la administración del Doctor y General Tiburcio Carias Andino.
- 1956 Ramón Villeda Morales, en cuya presidencia se emitió la Constitución de Honduras de 1957.
- La Constitución de Honduras de 1965 se emitió en el régimen militar del General Oswaldo López Arellano
- 1981 Roberto Suazo Córdova, en cuya presidencia de emitió la Constitución de Honduras de 1982 carta magna que se encuentra vigente.

### Presidentes del Congreso Nacional, siglosXXyXXI
| Presidente                       | Período         | Observación                                             |
| -------------------------------- | --------------- | ------------------------------------------------------- |
| Carlos Alberto Ucles             | 1900-1902       |                                                         |
| Rafael Alvarado Guerrero         | 1902-1903       |                                                         |
| Fausto Dávila                    | 1904-1906       |                                                         |
| Francisco Escobar                | 1911-1913       |                                                         |
| Rafael Alvarado Manzano          | 1914-1915       |                                                         |
| Francisco Escobar                | 1915-1918       |                                                         |
| Francisco Bográn Barahona        | 1919-1920       |                                                         |
| Ángel Ugarte                     | 1921            |                                                         |
| Miguel Oquelí Bustillo           | 1923            |                                                         |
| Ángel Sevilla Ramírez            | 1924            |                                                         |
| Ramón Alcerro Castro             | 1924            | Presidente de la Asamblea Nacional Constituyente        |
| Venancio Callejas                | 1925-1926       |                                                         |
| Tiburcio Carias Andino           | 1926-1929       |                                                         |
| Antonio C. Rivera                | 1929-1930       |                                                         |
| Tiburcio Carias Andino           | 1930-1931       |                                                         |
| Santiago Calix Meza              | 1931-1932       |                                                         |
| Antonio Bográn Mojeron           | 1932            |                                                         |
| Abraham Williams Calderón        | 1932            |                                                         |
| Miguel Paz Barahona              | 1933-1934       |                                                         |
| Ramón Alcerro Castro             | 1934-1935       |                                                         |
| Antonio C. Rivera                | 1935-1939       |                                                         |
| Plutarco Muñoz P.                | 1939-1948       |                                                         |
| Luciano Milla Cisneros           | 1948-feb 1949   |                                                         |
| Juan B. Valladares Rodríguez     | 1949            |                                                         |
| José Máximo Gálvez               | 1949-1950       |                                                         |
| Camilo Gómez Gómez               | 1950-1954       |                                                         |
| Francisco Salomón Jiménez Castro | 1954            |                                                         |
| Ramón Villeda Morales            |                 | Presidente de la Asamblea Nacional Constituyente        |
| Modesto Rodas Alvarado           | 1957-1963       |                                                         |
| Héctor Orlando Gómez Cisneros    | 1963            |                                                         |
|                                  | 1963            | Disuelto el Congreso Nacional, debido a Golpe de Estado |
| Mario E. Rivera López            | 1965-1971       |                                                         |
| Martín Agüero Vega               | 1971-1972       |                                                         |
|                                  | 1972-1981       | Juntas Militares de gobierno                            |
| Roberto Suazo Córdova            |                 | Presidente de la Asamblea Nacional Constituyente        |
| Era Democrática                  |                 |                                                         |
| José Efraín Bú Girón             | 1982-1986       |                                                         |
| Carlos Orbin Montoya             | 1986-1990       |                                                         |
| Rodolfo Irías Navas              | 1990-1994       |                                                         |
| Carlos Roberto Flores Facusse    | 1994-1998       |                                                         |
| Rafael Pineda Ponce              | 1998-2002       |                                                         |
| Porfirio Lobo Sosa               | 2002-2006       |                                                         |
| Roberto Micheletti Baín          | 2006-2009       |                                                         |
| José Alfredo Saavedra            | 2009-2010       |                                                         |
| Juan Orlando Hernández           | 2010-2014       |                                                         |
| Mauricio Oliva Herrera           | 2014- 2022      | Primer presidente reelecto                              |
| Luis Redondo                     | 2022-actualidad |                                                         |